# Uitcommentariëren
In de informatica verwijst uitcommentariëren (ook wel uitsterren of uitslashen genoemd) naar het in commentaar plaatsen van gedeelten van een bestand, zoals een configuratiebestand of de broncode van een computerprogramma. Het doel hiervan is om ervoor te zorgen dat de code of instellingen die in commentaar zijn gezet geen invloed hebben op de uitvoering van het programma. Bij het uitcommentariëren wordt vaak gebruikgemaakt van blokcommentaar, dit is commentaar dat over meerdere regels verdeeld kan zijn (zoals /* commentaar */ in programmeertalen als C en Java).

## Gebruik
Soms wordt het uitcommentariëren gedaan door het toevoegen van een taalconstructie die ervoor zorgt dat een bepaald gedeelte van de broncode nooit uitgevoerd wordt, zoals het toevoegen van een controle die altijd slaagt of altijd faalt. Er kan ook gebruikgemaakt worden van preprocessorinstructies om delen van de broncode uit te schakelen. In C, C++ en C# kan dat met het #if, #ifdef (enkel C en C++) en #endif instructies. De code wordt alleen opgenomen als de uitdrukking na #if of #ifdef waar is. Om code uit te commentariëren, plaatst men bijvoorbeeld voor de code #if 0 en na de code #endif. Deze code zal nu niet in het uitvoerbare bestand worden opgenomen aangezien de uitdrukking 0 de waarheidswaarde onwaar heeft.
Het uitcommentariëren van broncode kan gedaan worden bij een reduntante of verouderde code die toch in de broncode wordt gelaten om deze duidelijker te maken. Het wordt ook gedaan bij een stuk code waar een fout in zit om een bug te verhelpen. Bij het debuggen kan code in commentaar gezet worden om te kijken wat het effect is als bepaalde code niet uitgevoerd wordt. Dit kan helpen bij het opsporen van een fout in een ander deel van de broncode.

## Problematiek

### Blokcommentaar niet toegestaan
Het uitcommentariëren van code is niet altijd mogelijk in programmeertalen die geen nesting van blokcommentaar toestaan. In C kan blokcommentaar niet genest worden waardoor stukken broncode waar al blokcommentaar staat niet opnieuw in blokcommentaar gezet kunnen worden. Zo is /*/*voorbeeld*/*/ slechts 1 stuk commentaar, namelijk /*voorbeeld en de tweede */ behoort nergens toe. In C maakt men gebruik van een preprocessor om dit te verhelpen. In andere talen, zoals Haskell, is het wel mogelijk blokcommentaar te nesten waardoor het bovenstaande voorbeeld, dat er in Haskell uitziet als {-{-voorbeeld-}-}, wel mogelijk is.

### Webveiligheid
In HTML kan het uitcommentariëren van gedeelten van een webpagina leiden tot een onveilige website. Een HTML-pagina wordt, inclusief commentaar, naar een webgebruiker gestuurd waardoor ook het commentaar leesbaar is. De inhoud van dit commentaar kan verwijzen naar gedeelten van de website die nog in ontwikkeling zijn en onwelwillende personen kunnen hiervan gebruikmaken.